# Bretaigne Windust
Pour les articles homonymes, voir Windust.
Bretaigne Windust est un réalisateur de cinéma et de télévision, un metteur en scène de théâtre et un producteur américain né le 20 janvier 1906 à Paris et mort le 19 mars 1960 à New York.

## Biographie
Il est le fils du virtuose anglais Ernest Joseph Windust et d'Elizabeth Amory Day, chanteuse new-yorkaise.
Il parla d'abord allemand, puis français, puis anglais.
Sa famille déménagea à Londres à cause de la Première Guerre mondiale, et quand ses parents divorcèrent, il rejoignit New York avec sa mère.
En 1928, il cofonda les University Players of New Falmouth, qui comptaient dans leurs rangs Henry Fonda, James Stewart, Margaret Sullavan, José Ferrer, Kent Smith, Myron McCormick, Mildred Natwick et Joshua Logan.
Il fut célébré pour ses mises en scène d'auteurs aussi divers que Ibsen, Tchekov, Shakespeare, Robert Sherwood, Howard Lindsay, Russel Crouse ou Eugene O'Neill.
Selon le New York Times, si sa carrière cinématographique fut moins substantielle, cela ne l'empêcha pas de réaliser l'une des meilleures comédies de la fin des années 1940 (La Mariée du dimanche) et l'un des films les plus violents du début des années 1950 (La Femme à abattre),.

## Filmographie

### comme réalisateur
- 1948 : Rencontre d'hiver (Winter meeting)
- 1948 : La Mariée du dimanche (June bride)
- 1950 : Perfect Strangers
- 1950 : Pretty Baby
- 1951 : La Femme à abattre (The Enforcer)
- 1952 : Face to Face
- 1957 : La Grande Caravane (Wagon Train) (série télévisée)
- 1957 : Leave It to Beaver (série télévisée)
- 1957 : The Pied Piper of Hamelin (TV)

### comme producteur
- 1954 : Climax! (série télévisée)